# 圣塞罗娜莱莫尔塔涅
圣塞罗娜-莱莫尔塔涅（法語：Sainte-Céronne-lès-Mortagne，法語發音：[sɛ̃t seʁɔn lɛ mɔʁtaɲ] ⓘ，意为“莫尔塔涅附近的圣塞罗娜”）是法国奥恩省的一个市镇，位于该省东部，属于莫尔塔涅欧佩什区。

## 地理
圣塞罗娜-莱莫尔塔涅（48°34'4"N, 0°31'58"E）面积12.55 平方千米，位于法国诺曼底大区奧恩省，该省份为法国西北部内陆省份，北起顺时针与卡爾瓦多斯省、厄尔省、厄尔-卢瓦省、萨尔特省、马耶讷省和芒什省接壤。
与圣塞罗娜-莱莫尔塔涅接壤的市镇（或旧市镇、城区）包括：索利尼拉特拉普、奥埃讷河畔巴佐什、圣伊莱尔勒沙泰勒、圣旺德塞什鲁夫尔、图鲁夫尔欧佩什。
圣塞罗娜-莱莫尔塔涅的时区为UTC+01:00、UTC+02:00（夏令时）。

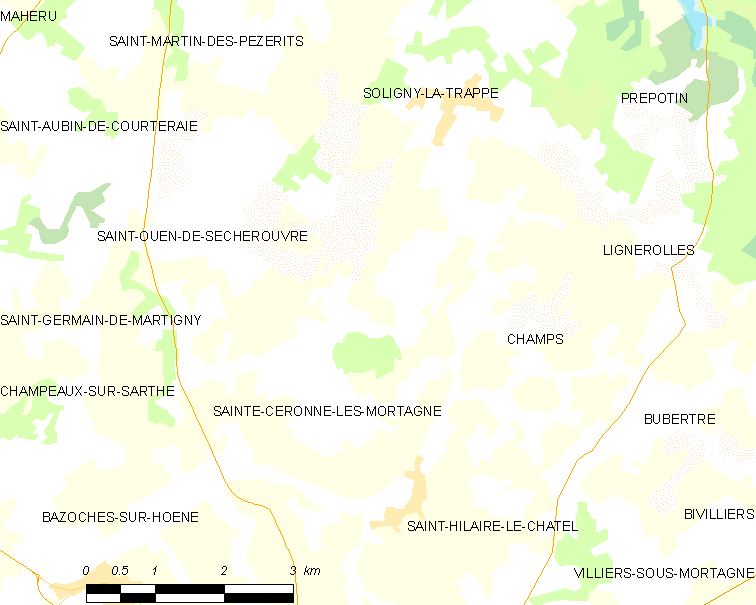
圣塞罗娜-莱莫尔塔涅的OSM定位图

## 行政
圣塞罗娜-莱莫尔塔涅的邮政编码为61380，INSEE市镇编码为61373。

## 政治
圣塞罗娜-莱莫尔塔涅所属的省级选区为莫尔塔涅欧佩什县。

## 人口

1962-2008年间圣塞罗娜-莱莫尔塔涅人口变化图示

圣塞罗娜-莱莫尔塔涅于2022年1月1日时的人口数量为249人。